# Isles of Shoals Light
Das Isles of Shoals Light, auch Isles of Shoals Lighthouse Station oder White Island Light, ist ein Leuchtturm im Golf von Maine im Bereich der Ansteuerung des Hafens von Portsmouth. Der erste Turm wurde 1820 erbaut und 1859 durch den heute noch bestehenden Turm ersetzt.  Die Anlage gehört zum White Island Historic District und wird damit vom New Hampshire Division of Parks and Recreation verwaltet, das für die State Parks in New Hampshire zuständig ist. Für die technische Einrichtung des Feuers ist die United States Coast Guard  zuständig. Das Feuer ist mit Stand 2021 aktiv. Es ist einer von nur zwei Leuchttürmen New Hampshires und der einzige, der nicht im Bereich der Festlandsküste steht.

## Lage
Das Leuchtfeuer steht auf White Island, der südlichsten Insel der Isles of Shoals, auf der direkten Linie zwischen Cape Ann und Portsmouth. Die Inselgruppe liegt etwa acht Seemeilen von diesem entfernt vor der Küste New Hampshires und ist von weiteren Riffen umgeben. White Island selbst ist etwa sieben Meter hoch.

## Beschreibung
Der Turm ist aus Ziegelmauerwerk, rund, weiß gestrichen und trägt eine schwarze Haube. Er ist 58 Fuß (etwa 17,7 Meter) hoch. Die Feuerhöhe wird mit 82 Fuß über mittlerem Tidenhochwasser angegeben, die Reichweite mit 14 Seemeilen. Als Leuchtfeuer dient eine VLB-44 LED-Anlage, die von einer Solaranlage auf der Insel mit Strom versorgt wird. Für den Fall einer Störung ist eine Ersatzleuchte mit verminderter Leuchtstärke vorhanden. Das Nebelhorn ist in einem Nebengebäude untergebracht, das auf den Fundamenten des ersten Turmes steht. Zu den Nebengebäuden gehört das ehemalige Wohnhaus des Leuchtturmwärters, Lagergebäude und der geschlossene, im Querschnitt dreieckige Verbindungsgang zum Turm.
Das Leuchtfeuer wurde zunächst mit abgeänderten Argand-Lampen betrieben, ehe 1855 eine Anlage mit Fresnel-Linse installiert wurde. Nach dem Neubau des Turmes 1859 war eine solche 2ter Ordnung verbaut. Spätestens mit dem Einbau eines DCB-24–Aggregates, einem abgewandelten Suchscheinwerfer, wurde die Energieversorgung auf Strom umgestellt. Ab 2001 kam ein VRB-25 zum Einsatz, das 2008 durch ein vergleichbares Aggregat, jedoch mit LED-Technik, ersetzt wurde.

## Geschichte
Auf den Isles of Shoals kam es wiederholt zu Schiffbrüchen. Im Mai 1820 bewilligte der Kongress 5000 $ zum Bau eines Leuchtturmes. Nach einer Erkundung vor Ort wurde empfohlen, wegen der Lage zwischen Portsmouth und Cape Ann den Turm auf White Island zu errichten, das damals unbewohnt war. Er wurde aus Bruchstein mit Kalkmörtel in Auftrag gegeben, mit einer Höhe von 40 Fuß und einem Durchmesser von 22 Fuß am Boden und 10,5 Fuß am oberen Ende. Er ging im Januar 1821 in Betrieb. Der am Bau beteiligte Zimmermann baute den ersten Verbindungsgang zum Wärterhaus. Die Laterne wurde von dem ehemaligen Kapitän und Leuchtturmbauer Winston Lewis eingerichtet, der die originale dreieckige Lampe 1936 durch eine achteckige Konstruktion ersetzte. Daneben wurde der Turm mit einer Nebelglocke ausgestattet, die im Inneren hing und 1823 wieder entfernt wurde, weil sie über die Brandung kaum zu hören war. Die Originalglocke wurde von Joseph W. Revere gegossen, dem Sohn von Paul Revere.
Der Wärter ab 1839 war der Geschäftsmann und ehemalige Senator von New Hampshire Thomas Laighton, der mit seiner Frau und zwei Kindern auf die Insel übersiedelte. Eines davon war seine Tochter Celia Laighton Thaxter, die später als Dichterin bekannt wurde, in ihren Werken über ihr Leben auf den Inseln schrieb und dabei auch den Leuchtturm erwähnte.
Laighton äußerte sich kritisch über den Leuchtapparat, der 1840 erneut und wiederum von Winslow Lewis ersetzt wurde. Zwei Jahre darauf inspizierte I. W. P. Lewis, Leuchtturmbauer und Neffe von Winslow, den Leuchtturm und kritisierte dessen Konstruktion ebenfalls. Winslow verbaute eine eigene Version einer Argand-Lampe, deren einziger Vorzug in ihrem deutlich geringeren Ölverbrauch lag und die ansonsten erheblich leistungsschwächer war. 1855 wurden das Winslow'sche Modell durch eine moderne Fresnel-Linse ersetzt.
Nachdem der erste Turm baufällig geworden war, wurde 1859 ein neuer Turm errichtet und mit einer Fresnel-Linse 2. Ordnung ausgerüstet. Die Reichweite sollte 15 Seemeilen betragen haben. Dabei wurde der alte Turm gekappt und als Öllagerraum weiter benutzt. 1875 wurde das alte, baufällige Wärterhaus durch ein Doppelhaus ersetzt, das Platz für den Leuchtturmwärter und den von ihm vorzuhaltenden Assistenten samt deren Familien bot. Bis 1883 wurde das Feuer mit Walöl betrieben, danach kam Mineralöl zum Einsatz. Um diesen leichter entzündlichen Brennstoff sicher lagern zu können, wurde 1892 ein neues Lagergebäude aus Ziegeln errichtet. Zwischenzeitlich war die Station wieder mit Glocken ausgerüstet worden, doch 1905 wurde ein Nebelhorn installiert. Als Fundament dienten die Reste des alten Turmes. Nach 1950 wurde das Wohnhaus von 1878 abgerissen und durch einen einstöckigen Neubau errichtet. Dieses wurde von der Coast-Guard-Crew benutzt, die für den Betrieb verantwortlich war, bis 1986, nach einer dreimonatigen Umbauphase, das Feuer automatisch betrieben wurde. 1993 kam der Leuchtturm in den Besitz des Staates New Hampshire, der sich nicht weiter darum kümmerte. In der Folge verfiel der Turm.
Im Jahr 2000 begann eine Schullehrerin aus North Hampton mit einer Kampagne zur Wiederherstellung des zunehmend schadhaften Turmes. 2003 wurden Bundesgelder aus dem "Save America's Treasures program" in Höhe von 250.000 $ zur Sanierung des Turmes bereitgestellt, und 2005 überreichten die "Lighthouse Kids", eine aus der Kampagne hervorgegangene, gemeinnützige Organisation, dem damaligen Gouverneur von New Hampshire John Lynch einen Scheck über 110.000 $ zum gleichen Zweck. Die Gruppe besteht vorwiegend, aber nicht nur, aus derzeitigen und ehemaligen Schülern der siebten Klassen umliegender Schulen.